# جين فريدريك
جين فريدريك (بالإنجليزية: Jane Frederick)‏ هي منافسة ألعاب القوى أمريكية، ولدت في 7 أبريل 1952 في أوكلاند في الولايات المتحدة.

## وصلات خارجية
- جين فريدريك على موقع الاتحاد الدولي لألعاب القوى (الإنجليزية)
- جين فريدريك على موقع الاتحاد الأمريكي لسباقات المضمار والميدان (الإنجليزية)
- جين فريدريك على موقع الاتحاد الأمريكي لسباقات المضمار والميدان، قاعة المشاهير (الإنجليزية)
- جين فريدريك على موقع اللجنة الأولمبية الدولية (الإنجليزية)
- جين فريدريك على موقع أوليمبيديا (الإنجليزية)